# Rhopaloblaste elegans
Rhopaloblaste elegans är en enhjärtbladig växtart som beskrevs av Harold Emery Moore. Rhopaloblaste elegans ingår i släktet Rhopaloblaste och familjen Arecaceae. IUCN kategoriserar arten globalt som otillräckligt studerad. Inga underarter finns listade i Catalogue of Life.